# Емер Ердоган
Емер Ердоган (тур. Ömer Erdoğan, нар. 3 травня 1977, Кассель) — німецький і турецький футболіст, що грав на позиції центрального захисника, зокрема за клуб «Бурсаспор», а також за національну збірну Туреччини.
По завершенні ігрової кар'єри — тренер. З 2020 року очолює тренерський штаб команди «Хатайспор».

## Клубна кар'єра
Народився 1977 року в німецькому Касселі в родині турецьких імігрантів. У дорослому футболі дебютував 1996 року виступами за місцеву команду «Гессен». За рік, у 1997, перебрався до «Санкт-Паулі», за команду якого протягом сезону провів три гри.
1998 року знайшов варіант продовжити кар'єру на історичній батьківщині, приєднавшись до «Ерзурумспора». За три роки перейшов до «Діярбакирспора», а згодом сезон 2003/04 провів у «Галатасараї», де, на відміну від попередніх команд, був лише гравцем ротації. Протягом 2004–2006 років захищав кольори «Малатьяспора».
2006 року новим клубом вже досвідченого захисника став «Бурсаспор», за який він відіграв наступні сім сезонів. Більшість часу, проведеного у складі «Бурсаспора», був основним гравцем команди. 2010 року допоміг їй здобути титул чемпіона Туреччини. Завершив професійну кар'єру футболіста виступами за «Бурсаспор» у 2013 році.

## Виступи за збірну
2010 року дебютував в провів три гри у складі національної збірної Туреччини.

## Кар'єра тренера
Розпочав тренерську кар'єру відразу ж по завершенні кар'єри гравця, 2013 року, очоливши молодіжну команду «Ескішехірспора», згодом протягом 2014–2015 років був у тому ж клубі асистентом головного тренера. Пізніше працював на аналогічній посаді у тренерському штабі «Бурсаспора».
Перший досвід самостійної тренерської роботи отримав 2020 року як головний тренер команди «Фатіх Карагюмрюк». Пізніше того ж року очолив тренерський штаб «Хатайспора».

## Титули і досягнення
- Чемпіон Туреччини (1):

«Бурсаспор»: 2009-2010